# FC Standard Anderlecht
FC Standard Anderlecht was een Belgische voetbalclub uit Anderlecht. De club sloot in 1957 aan bij de KBVB onder de benaming FC Standard Laeken met stamnummer 6091.
In 1961 werd de clubbenaming gewijzigd naar FC Standard Bruxelles, in 1966 naar FC Standard Anderlecht.
In 1978 fuseerde de club met RAS Anderlecht Veeweyde tot RA du Standard Anderlecht.

## Geschiedenis
De club werd in 1957 opgericht als FC Standard Laeken, de clubkleuren waren groen en rood.
Vanaf 1958-1959 nam men aan de competitie in Derde Provinciale deel, toen nog de laagste reeks, waar men drie maal in de onderste regionen eindigde.
In 1961 werd de clubbenaming gewijzigd naar FC Standard Bruxelles, de clubkeuren werden niet gewijzigd.
Door een zevende plaats in 1962-1963 mocht de club in Derde Provinciale blijven spelen toen Vierde Provinciale werd ingevoerd, een seizoen later bleek dat te hoog gegrepen en FC Standard daalde alsnog naar Vierde Provinciale.
De club wijzigde zijn naam opnieuw in 1966, ditmaal werd het FC Standard Anderlecht, men nam nu paars-wit als clubkleuren aan, wat in 1975 rood en wit werd.
De club eindigde vaak onder in het klassement, maar in de seizoenen 1973-1974 en 1975-1976 werd een derde plaats behaald.
Na een vijfde plaats in 1977, werd in 1978 de titel gevierd in Vierde Provinciale I, FC Standard mocht terug naar Derde Provinciale, maar besloot te fusioneren met RAS Anderlecht Veeweyde en het eigen stamnummer in te dienen, de fusieclub ging verder onder de naam RA du Standard Anderlecht onder het stamnummer van Veeweyde (381).